# دافيدي كاركورو
دافيدي كاركورو (بالإيطالية: Davide Carcuro)‏ (28 مايو 1987 بتريفيزو في إيطاليا - ) هو لاعب كرة قدم إيطالي في مركز الوسط. لعب مع فيورنتينا ونادي برو باتاريا ونادي ترنانا ونادي تريفيزو ونادي ريميني ونادي ساليرنيتانا ونادي فينيزيا ونادي كروتوني ولانشانو كالتشيو 1920 ‏.